# 2002 في فلسطين
أحداث عام 2002 في فلسطين

## أهم الأحداث
- 3 يناير – أعلنت إسرائيل ضبطها سفينة إم في كارين أيه المحملة بالأسلحة في البحر الأحمر وأتهمت الرئيس الفلسطيني ياسر عرفات بالوقوف خلفها والذي نفى ذلك.[1]
- 9 يناير – قتل مسلحون فلسطينيون أربعة جنود إسرائيليين شرق رفح في مطار غزة الدولي.
- 18 يناير – قوات الاحتلال الإسرائيلي تفجر مبنى الهيئة العامة للإذاعة والتلفزيون في حي أم الشرايط في مدينة البيرة.
- 19 يناير – قوات الاحتلال الإسرائيلي تُعيد احتلال مدينة طولكرم بالكامل.
- في يناير 2002، هاجمت وحدة شايطيت 13 من الكوماندوز الإسرائيلية ميناء غزة، وأغرقت زورقي دورية للشرطة البحرية ودمرت المقر ومستودعاته، حيث تزعم إسرائيل تورط قادة الشرطة البحرية في قضية إم في كارين أيه.[2][3]
- 4 مارس – دبابة إسرائيلية في مستوطنة بسجوت تطلق صاروخ باتجاه سيارة يستقلها حسين أبو كويك من رام الله وتقتل زوجته وأبناءها الثلاثة واثنين آخرين
- 6 مارس، استشهاد عنصران من الشرطة البحرية في معارك مع الجيش الإسرائيلي.[4]
- 1 أبريل إلى 11 أبريل – مجزرة جنين حيث هاجمت إسرائيل نشطاء فلسطينيين في مخيم جنين وحاصرتهم.
- 2 أبريل إلى 10 مايو – إعادة احتلال مدينة بيت لحم وحصار كنيسة المهد التي لجأ إليها نشطاء المقاومة الفلسطينية.
- 2 أبريل – دمرت قوات الاحتلال الإسرائيلي الطابق الثاني من مبنى مستشفى بيت لحم للطب النفسي الرئيسي بعد قصفه بقذائف وأسلحة رشاشة مما أدى لتدمير 21 غرفة تخص الجانب الإداري للمستشفى، واعتقل نحو 31 مواطنًا منهم 3 من العاملين.[5]
- 3 أبريل – دبابات وجنود قوات الاحتلال الإسرائيلي تقتحم مستشفى رام الله الحكومي، والطواقم الطبية في المستشفى تدفن 28 فلسطينيًا في قبر جماعي داخل حرم المستشفى.[6]
- أبريل – الحكومة الإسرائيلية توافق على بناء الجدار العازل في الضفة الغربية.
- مايو – اقتحم جيش الاحتلال الإسرائيلي ساحة المهد خلال اجتياحه مدينة بيت لحم ضمن عملية الدرع الواقي، وحاصر عدد من السكان المحليين وبعض المسلحين الفلسطينيين (بعضهم من عناصر الأجهزة الأمنية الفلسطينية) ورهبان الكنيسة.[7] قدر عدد الأشخاص الموجودين داخل الكنيسة بما يترواح بين 120-240 شخص.
- 14 أغسطس – الحكم على مروان البرغوثي بالسجن المؤبد خمس مرات بعد إدانته من قبل محكمة مدنية إسرائيلية بتهمة قتل مدنيين إسرائيليين والانتماء ل«منظمة إرهابية».
- 21 أكتوبر – عملية فدائية في مثلث كركور بين الخضيرة والعفولة تؤدي إلى مقتل 14 إسرائيليًا وإصابة 60 وحركة الجهاد الإسلامي تعلن مسؤوليتها.

## وفيات
- 14 يناير – الجيش الإسرائيلي يغتال رائد الكرمي أحد كوادر حركة فتح في طولكرم.
- 24 يناير – ياسر عمرو أول وزير للتربية والتعليم العالي.
- 14 مارس – قوات الجيش الإسرائيلي تُطلق قنبلة حارقة أثناء مجزرة جنين صوب سيارة إسعاف كان يستقلها الطبيب خليل سليمان.[8][9]
- 16 أغسطس – العثور على جثة أبو نضال صريعًا في شقته ببغداد.